# Azerbaidjan al Festival de la Cançó d'Eurovisió Júnior
Azerbaidjan va fer la seva primera participació en el Festival de la Cançó d'Eurovisió Júnior en el 2012. Va partir com una de les favorites d'Europa, però va quedar finalment penúltima. La cadena de televisió del país, İctimai, pensava debutar al Festival de la Cançó d'Eurovisió Júnior 2008 (el mateix any que va debutar al Festival de la Cançó d'Eurovisió). No obstant això, un temps després de confirmar la seva participació, va informar que es retirava sense arribar a participar per no haver trobat una manera adequada de fer una selecció nacional del seu representant.
L'Azerbaidjan va tornar al concurs de 2021 a París, França, amb İTV va seleccionar internament a Sona Azizova per representar la nació amb "One Of Those Days". Azizova va aconseguir la posició més alta de l'Azerbaidjan fins ara, aconseguint el cinquè lloc en un camp de 19. İTV es va retirar de nou del concurs de 2022 a Erevan, Armènia i encara no ha tornat.

## Participació
Llegenda
| Any                                   | Seu       | Artista         | Cançó                 | Final | Punts |
| ------------------------------------- | --------- | --------------- | --------------------- | ----- | ----- |
| 2012                                  | Amsterdam | Omar & Suada    | «Girls And Boys»      | 11    | 49    |
| 2013                                  | Kíev      | Rustam Karimov  | «Me And My Guitar»    | 7     | 66    |
| No hi va participar entre 2014 i 2017 |           |                 |                       |       |       |
| 2018                                  | Minsk     | Fidan Hüseynova | «I Wanna Be Like You» | 16    | 47    |
| No hi va participar entre 2019 i 2020 |           |                 |                       |       |       |
| 2021                                  | París     | Sona Azizova    | «One Of Those Days»   | 5     | 151   |
| No hi va participar entre 2022 i 2024 |           |                 |                       |       |       |
| 2025                                  | Tbilisi   |                 |                       |       |       |